# Coppa Italia di Serie A2 2006-2007 (calcio a 5)
La Coppa Italia di Serie A2 2006-2007 è stata la 8ª edizione della manifestazione riservata alle formazioni di Serie A2 di calcio a 5. Si è svolta presso il PalaMazzalovo di Montebelluna dall'8 al 10 febbraio 2007. Alla final eight partecipano per ogni girone le squadre classificatesi dal primo al quarto posto al termine del girone d'andata e cioè Aosta, Cadoneghe, Canottieri Belluno, Marca Trevigiana (girone A), Caffè Moak Pro Scicli, Levisson Brillante Roma, Napoli Barrese e Palermo. Il sorteggio si è svolto, nella sede nazionale della Divisione Calcio a 5 di Roma. A vincere la Coppa è stata la formazione campana del Napoli Barrese che ha superato i padroni di casa della Marca Trevigiana.

## Tabellone
|  | Quarti di finale | Quarti di finale | Quarti di finale |                  |                | Semifinali     | Semifinali | Semifinali |  |  | Finale | Finale | Finale |  |
|  |                  |                  |                  |                  |                |                |            |            |  |  |        |        |        |  |
|  | Cadoneghe        | Cadoneghe        | 2                |                  |                |                |            |            |  |  |        |        |        |  |
|  | Cadoneghe        | Cadoneghe        | 2                |                  |                |                |            |            |  |  |        |        |        |  |
|  | Napoli Barrese   | Napoli Barrese   | 5                |                  |                |                |            |            |  |  |        |        |        |  |
|  | Napoli Barrese   | Napoli Barrese   | 5                |                  | Napoli Barrese | Napoli Barrese | 2          |            |  |  |        |        |        |  |
|  |                  |                  |                  |                  | Napoli Barrese | Napoli Barrese | 2          |            |  |  |        |        |        |  |
|  |                  |                  | Brillante Roma   | Brillante Roma   | 1              |                |            |            |  |  |        |        |        |  |
|  | Brillante Roma   | Brillante Roma   | Brillante Roma   | Brillante Roma   | 1              | 3(7)           |            |            |  |  |        |        |        |  |
|  | Brillante Roma   | Brillante Roma   |                  |                  |                |                |            |            |  |  |        |        |        |  |
|  | Aosta            | Aosta            | 3(5)             |                  |                |                |            |            |  |  |        |        |        |  |
|  | Aosta            | Aosta            | 3(5)             |                  | Napoli Barrese | Napoli Barrese | 5          |            |  |  |        |        |        |  |
|  |                  |                  |                  |                  |                |                |            |            |  |  |        |        |        |  |
|  |                  |                  | Marca Trevigiana | Marca Trevigiana | 3              |                |            |            |  |  |        |        |        |  |
|  | Pro Scicli       | Pro Scicli       | Marca Trevigiana | Marca Trevigiana | 3              | 3              |            |            |  |  |        |        |        |  |
|  | Pro Scicli       | Pro Scicli       |                  |                  |                |                |            |            |  |  |        |        |        |  |
|  | Belluno          | Belluno          | 1                |                  |                |                |            |            |  |  |        |        |        |  |
|  | Belluno          | Belluno          | 1                |                  | Pro Scicli     | Pro Scicli     | 2          |            |  |  |        |        |        |  |
|  |                  |                  |                  |                  | Pro Scicli     | Pro Scicli     | 2          |            |  |  |        |        |        |  |
|  |                  |                  | Marca Trevigiana | Marca Trevigiana | 4              |                |            |            |  |  |        |        |        |  |
|  | Marca Trevigiana | Marca Trevigiana | Marca Trevigiana | Marca Trevigiana | 4              | 5              |            |            |  |  |        |        |        |  |
|  | Marca Trevigiana | Marca Trevigiana |                  |                  |                |                |            |            |  |  |        |        |        |  |
|  | Palermo          | Palermo          | 1                |                  |                |                |            |            |  |  |        |        |        |  |

## Risultati

### Quarti di finale
| Arbitri: | Giovanni Rodolico (Catania) Alessandro Malfer (Rovereto) |

|                               |           |                                                           |
| Bebeto 4'10'’ Perella 20'30'’ | Marcatori | 15’ Bico 22'30'’, 39’ Suarato 33'30'’ Dalmas 39'50'’ Roni |

| Arbitri: | Luca Giacomin (Mestre) Roberto Astolfi (Rovigo) |

|                                             |                      |                                    |
| Poltronieri 4'30'’ Cerruti 28’ Richartz 41’ | Marcatori            | 24'50'’ Gomes 37'30'’, 49’ De Lima |
| Salino Richartz Cerruti Tonello             | Tiri di rigore 4 – 2 | De Lima Chamma Bianco Ferin        |

| Arbitri: | Maria Luisa Fecola (Roma 1) Gianluca Anzuini (Roma 1) |

|                                               |           |                    |
| Ammirabile 15’ Bidinotti 37'30'’ Scarparo 40’ | Marcatori | 11’ J. Dalle Molle |

| Arbitri: | Stefano Romanelli (Fermo) Gaetano Brindisi (Potenza) |

|                                                        |           |                   |
| Adelmo 5’, 31’ Gulizia 5'30'’ Sartori 11'30'’, 35'20'’ | Marcatori | 17’ (t.l.) Di Dio |

### Semifinali
| Arbitri: | Mauro Iannelli (Prato) Gaetano Gangilli (La Spezia) |

|                             |           |          |
| Bico 13'30'’ Dalmas 23'45'’ | Marcatori | 6’ Fiore |

| Arbitri: | Arnaldo Ciciarello (Catanzaro) Pasquale Granato (Frattamaggiore) |

|                                                                 |           |                            |
| Alemão 18'20'’ Adelmo 22'30'’, 32'20'’ (t.l.) Zancanaro 23'50'’ | Marcatori | 33'’ Juninho 33'30'’ Almir |

### Finale
| Arbitri: | Claudio Valle (Mantova) Alessandro Monterisi (Milano) Giuseppe Schillaci (Busto Arsizio) |
| Crono:   | Andrea Giada (Mestre)                                                                    |

| |            | |
| Sartori 11’ Adelmo 23'30'’ Alemão 22'30'’ | Marcatori  | 4'10'’ Dalmas 18'40'’ Suarato 19'30'’, 49'30'’ Bico 49'30'’ Roni |
| · Gabriel Miraglia · Márcio Zancanaro · Rodrigo Contecote · Marquinho · Nicolás Gulizia · Adelmo Pereira · Alemão · Gustavo Cucolicchio · Rafael Vicari · Tadeu Sartori · Mico Pagnan · Gastón Leston | Formazioni | · Maurizio Guerra · Damián Ferreyra · Fabrício Bolognese · Ariel Ferrari · Luigi Mazzocchi · Mario Prota · Saulo Dalmas · Pasquale Suarato · Roni · Renan Mattar · Bico Pelentir · Márcio Moratelli |
| Ramiro López | Allenatori | Vicente De Luise |